# Marinna pallida
Marinna pallida är en insektsart som först beskrevs av Lucien Chopard 1925.  Marinna pallida ingår i släktet Marinna och familjen Mogoplistidae. Inga underarter finns listade i Catalogue of Life.